# 第一次世界大戦下の宣戦布告
本項では、第一次世界大戦下の宣戦布告（だいいちじせかいたいせんかのせんせんふこく）について解説する。宣戦布告は、相手国との戦争に突入する正式な行為である。原則として、2ヵ国以上の主権国家との間で戦争状態を発生させるために、行為遂行的な発言（単なる演説と混同してはならない）や政府に認可された当事者による署名が行われる。第一次世界大戦においては、正式な宣戦布告に関する国際的な取り決めは開戦に関する条約（1907年）により定義された。国家間の敵対行為につながった、これらの出来事の裏側で行われた外交戦略については、第一次世界大戦の外交史を参照。

## 宣戦布告の一覧
以下の表は第一次世界大戦下で国家間の戦争状態が発生した日付（事実上の戦争状態が存在した日付）と宣戦布告した国、そして相手国をまとめたものである。記載されている出来事には、物理的な攻撃がない単純な外交関係の断絶、明確な宣言や攻撃を伴う出来事が含まれる。
| 日付           | 宣戦布告した国               | 相手国                       |
| -------------- | ---------------------------- | ---------------------------- |
| 1914年7月28日  | オーストリア＝ハンガリー帝国 | セルビア王国                 |
| 1914年8月1日   | ドイツ帝国                   | ロシア帝国                   |
| 1914年8月3日   | ドイツ帝国                   | ベルギー                     |
| 1914年8月3日   | ドイツ帝国                   | フランス                     |
| 1914年8月4日   | イギリス帝国                 | ドイツ帝国                   |
| 1914年8月5日   | モンテネグロ王国             | オーストリア＝ハンガリー帝国 |
| 1914年8月6日   | オーストリア＝ハンガリー帝国 | ロシア帝国                   |
| 1914年8月6日   | セルビア王国                 | ドイツ帝国                   |
| 1914年8月8日   | モンテネグロ王国             | ドイツ帝国                   |
| 1914年8月12日  | イギリス帝国                 | オーストリア＝ハンガリー帝国 |
| 1914年8月12日  | フランス                     | オーストリア＝ハンガリー帝国 |
| 1914年8月23日  | 大日本帝国                   | ドイツ帝国                   |
| 1914年8月25日  | 大日本帝国                   | オーストリア＝ハンガリー帝国 |
| 1914年8月28日  | オーストリア＝ハンガリー帝国 | ベルギー                     |
| 1914年11月1日  | ロシア帝国                   | オスマン帝国                 |
| 1914年11月5日  | フランス                     | オスマン帝国                 |
| 1914年11月5日  | イギリス帝国                 | オスマン帝国                 |
| 1914年11月1日  | オスマン帝国                 | ロシア帝国                   |
| 1914年11月1日  | オスマン帝国                 | 大日本帝国                   |
| 1914年11月1日  | オスマン帝国                 | イギリス帝国                 |
| 1914年12月2日  | セルビア王国                 | オスマン帝国                 |
| 1914年12月3日  | モンテネグロ王国             | オスマン帝国                 |
| 1914年12月5日  | 大日本帝国                   | オスマン帝国                 |
| 1915年5月23日  | イタリア王国                 | オーストリア＝ハンガリー帝国 |
| 1915年8月21日  | イタリア王国                 | オスマン帝国                 |
| 1916年8月28日  | イタリア王国                 | ドイツ帝国                   |
| 1915年10月14日 | ブルガリア王国               | セルビア王国                 |
| 1915年10月15日 | イギリス帝国                 | ブルガリア王国               |
| 1915年10月15日 | モンテネグロ王国             | ブルガリア王国               |
| 1915年10月16日 | 大日本帝国                   | ブルガリア王国               |
| 1915年10月16日 | フランス                     | ブルガリア王国               |
| 1915年10月19日 | イタリア王国                 | ブルガリア王国               |
| 1915年10月19日 | ロシア帝国                   | ブルガリア王国               |
| 1916年3月9日   | ドイツ帝国                   | ポルトガル                   |
| 1916年3月15日  | オーストリア＝ハンガリー帝国 | ポルトガル                   |
| 1916年8月28日  | ルーマニア王国               | オーストリア＝ハンガリー帝国 |
| 1916年8月28日  | ドイツ帝国                   | ルーマニア王国               |
| 1916年8月30日  | オスマン帝国                 | ルーマニア王国               |
| 1916年9月1日   | ブルガリア王国               | ルーマニア王国               |
| 1917年4月6日   | アメリカ                     | ドイツ帝国                   |
| 1917年4月7日   | パナマ                       | ドイツ帝国                   |
| 1917年4月7日   | キューバ                     | ドイツ帝国                   |
| 1917年6月27日  | ギリシャ王国                 | オーストリア＝ハンガリー帝国 |
| 1917年6月27日  | ギリシャ王国                 | ドイツ帝国                   |
| 1917年6月27日  | ギリシャ王国                 | ブルガリア王国               |
| 1917年6月27日  | ギリシャ王国                 | オスマン帝国                 |
| 1917年7月22日  | タイ                         | オーストリア＝ハンガリー帝国 |
| 1917年7月22日  | タイ                         | ドイツ帝国                   |
| 1917年8月4日   | リベリア                     | ドイツ帝国                   |
| 1917年8月14日  | 中華民国                     | オーストリア＝ハンガリー帝国 |
| 1917年8月14日  | 中華民国                     | ドイツ帝国                   |
| 1917年10月26日 | ブラジル                     | ドイツ帝国                   |
| 1917年12月7日  | アメリカ                     | オーストリア＝ハンガリー帝国 |
| 1917年12月10日 | パナマ                       | オーストリア＝ハンガリー帝国 |
| 1918年4月23日  | グアテマラ                   | ドイツ帝国                   |
| 1918年5月6日   | ニカラグア                   | オーストリア＝ハンガリー帝国 |
| 1918年5月6日   | ニカラグア                   | ドイツ帝国                   |
| 1918年5月23日  | コスタリカ                   | ドイツ帝国                   |
| 1918年7月12日  | ハイチ                       | ドイツ帝国                   |
| 1918年7月19日  | ホンジュラス                 | ドイツ帝国                   |